# Orątki Górne
Orątki Górne [pronunciación en polaco: /ɔˈrɔntki ˈɡurnɛ/] es una aldea ubicada en el distrito administrativo de Gmina Żychlin, dentro del condado de Kutno, voivodato de Łódź, en el centro de Polonia. Se encuentra a unos 5 kilómetros al este de Żychlin, a 22 kilómetros al este de Kutno, y a 54 kilómetros al norte de la capital regional Łódź.